# Aldo Paone
Aldo Paone (Bagnoli, 1º marzo 1915 – ...) è stato un calciatore italiano, di ruolo attaccante.

## Carriera
Crebbe nella Bagnolese, da cui nel 1938 si trasferì al Napoli. Dopo aver debuttato il 2 ottobre 1938 in Napoli-Liguria (0-0), ha disputato otto partite in una stagione di Serie A segnandovi un gol, il 19 marzo 1939 nella vittoria casalinga contro la Roma per 1-0; fornì inoltre, il 5 febbraio 1939, il passaggio decisivo che portò al gol della vittoria di Nereo Rocco, allora giocatore dei campani, ai danni del Milan per 1-0.